# Napoleon van Crombrugghe
Napoleon Charles François Van Crombrugghe (Gent, 31 maart 1811 - 21 januari 1887) was een Belgisch senator en burgemeester.

## Levensloop
Hij was een zoon van Charles Van Crombrugghe en van Jacqueline Rombaut. Hij trouwde met Coralie Van Alstein.
Hij promoveerde tot kandidaat in de rechten (1833) aan de Rijksuniversiteit Gent.
In 1842 werd hij burgemeester benoemd van Sint-Martens-Leerne en bleef dit ambt uitoefenen tot aan zijn dood. Hij was provincieraadslid van 1864 tot 1870.
In 1870 werd hij katholiek senator voor het arrondissement Gent en vervulde dit mandaat tot in 1882.